# El Tren del fin del Mundo

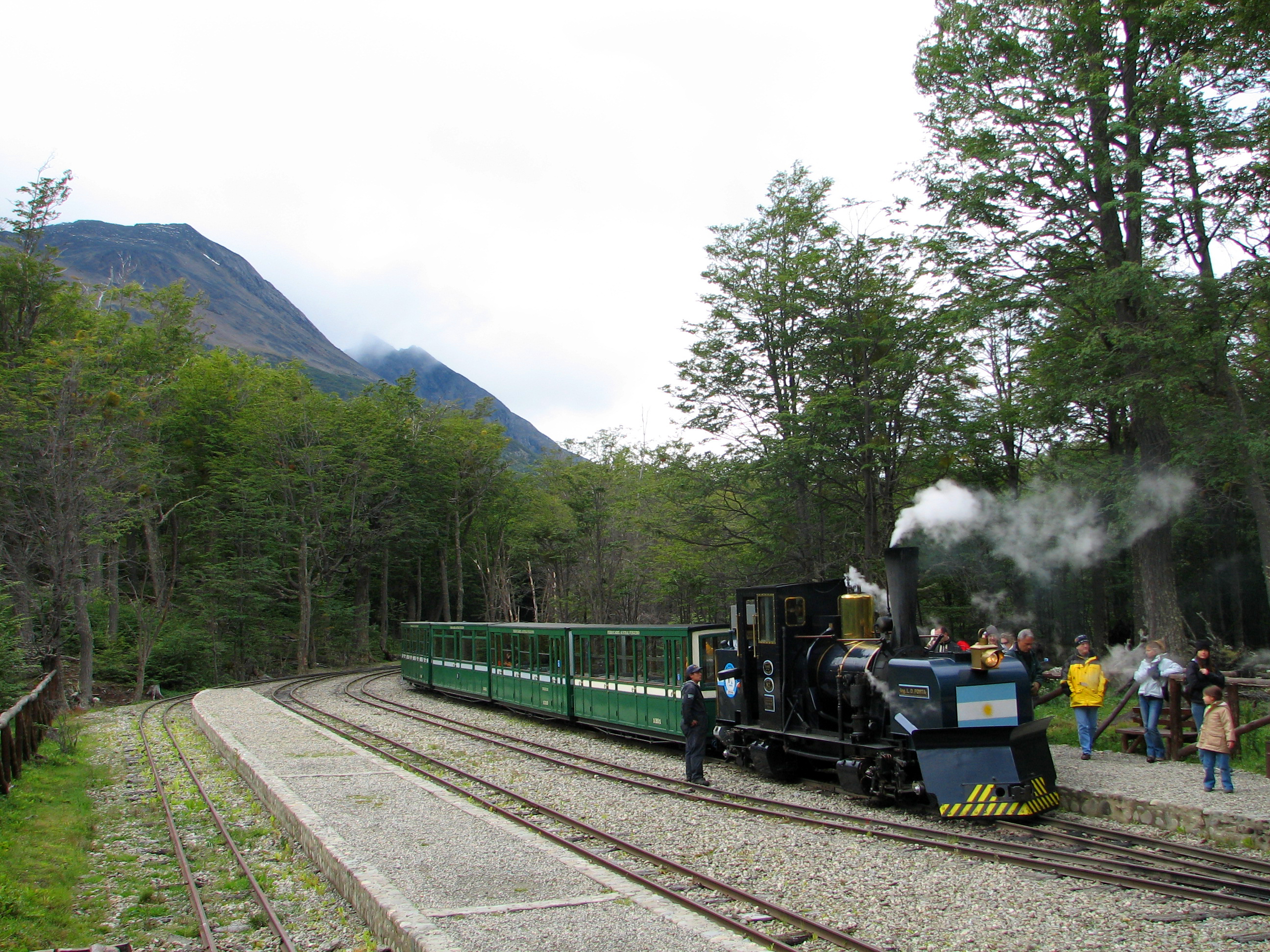
Trein bij het station Cascada La Macarena

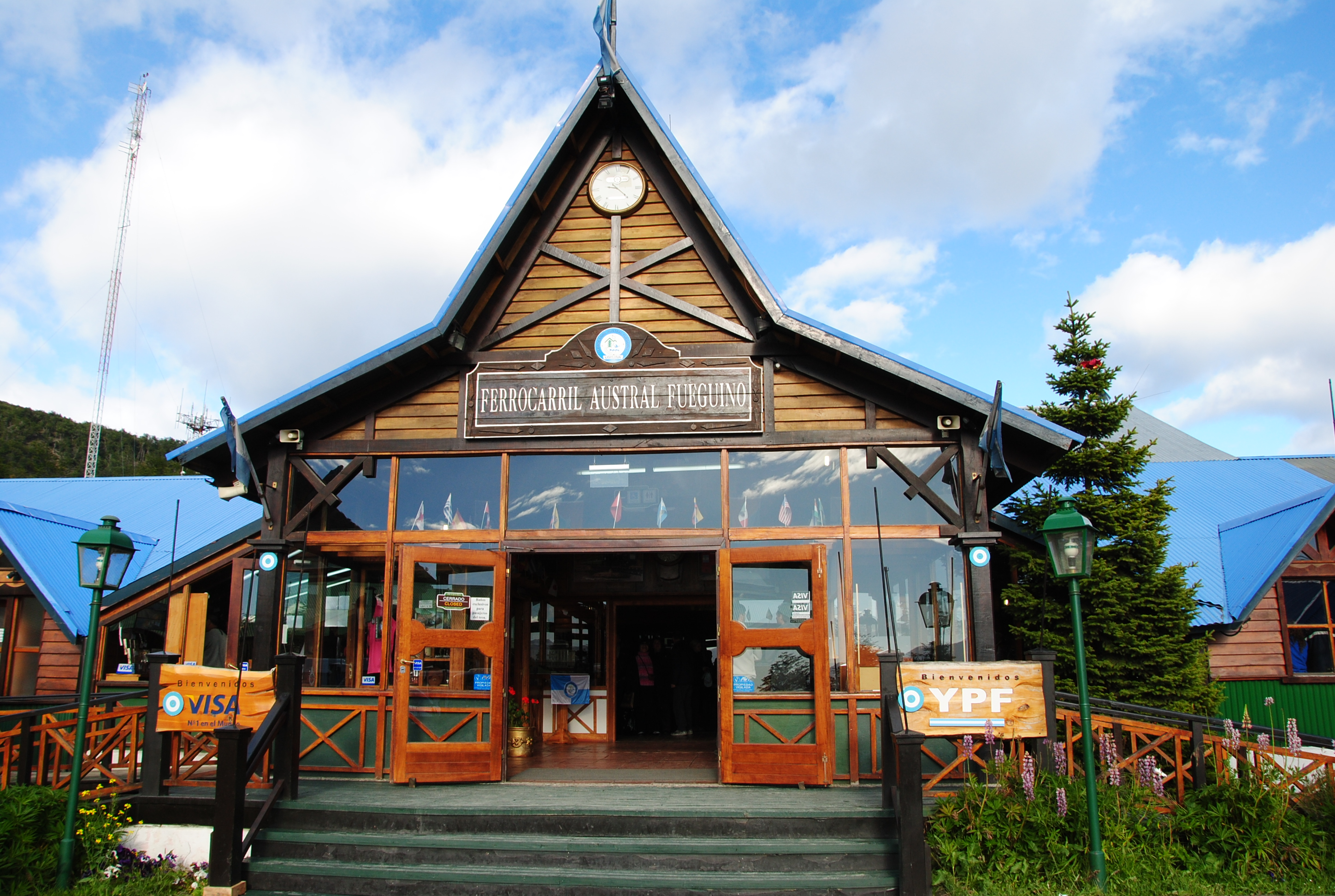
Treinstation bij het begin

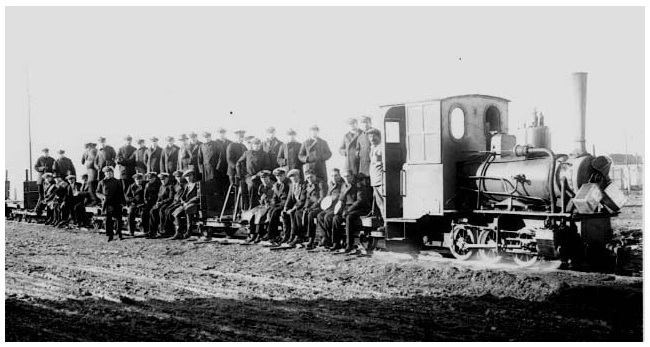
Trein met gevangenispersoneel (1920)

El Tren del fin del Mundo (Nederlands: Trein aan het eind van de wereld) of Ferrocarril Austral Fueguino is een toeristische treinroute in het departement Ushuaia in de Argentijnse provincie Vuurland. De spoorweg werd in 1909 aangelegd voor een gevangenis ten westen van de plaats Ushuaia, maar is een toeristische attractie geworden. Het maakt deel uit van het Nationaal park Tierra del Fuego.
Aan het eind van de 19e eeuw werd Ushuaia een strafkolonie en in 1884 kwamen de eerste gevangenen aan. Argentinië wilde het land bevolken om territoriale aanspraken van Chili te ontmoedigen. In 1902 werd een bouwprogramma gestart om de huisvesting te verbeteren waarbij ook een spoorlijn op een breedte van 600 mm werd aangelegd om de aanvoer van bouwmaterieel te vereenvoudigen. De lijn was een simpele constructie en ossen werden gebruikt om de wagons te verplaatsen.
Omstreeks 1910 werd de spoorlijn verbeterd en werden stoomlocomotieven aangekocht. De spoorlijn werd diverse malen verlengd om nieuwe bossen te bereiken die voor de houtkap in aanmerking kwamen. In 1947 werd de gevangenis gesloten en een aardbeving in 1949 beschadigde de lijn. De overheid heeft de lijn hersteld, maar er was weinig belangstelling en in 1952 werd de spoorlijn gesloten.
In 1994 werd de spoorlijn op een breedte van nu 500 mm hersteld om dienst te doen als toeristische attractie. Nieuwe wagons en locomotieven werden aangeschaft. Het beginpunt van de treinreis is het station op zo’n acht kilometer ten westen van Ushuaia. De reis duurt ruim een uur en in deze tijd wordt zeven kilometer afgelegd. Op diverse plaatsen gedurende de reis wordt gestopt. Het eindstation ligt in het nationaal park en de reiziger kan hier of met de trein terug of verder het park intrekken. Een volledige heen- en terugreis duurt plusminus 100 minuten. De dienst wordt het gehele jaar onderhouden.